# Aethiopia rufescens
Aethiopia rufescens är en skalbaggsart som beskrevs av Aurivillius 1913. Aethiopia rufescens ingår i släktet Aethiopia och familjen långhorningar. Inga underarter finns listade i Catalogue of Life.